# Frederik Veuchelen
Frederik Veuchelen, né le 4 septembre 1978 à Korbeek-Lo, est un coureur cycliste belge, professionnel entre 2004 et 2017. Il a notamment remporté À travers les Flandres en 2006.

## Biographie

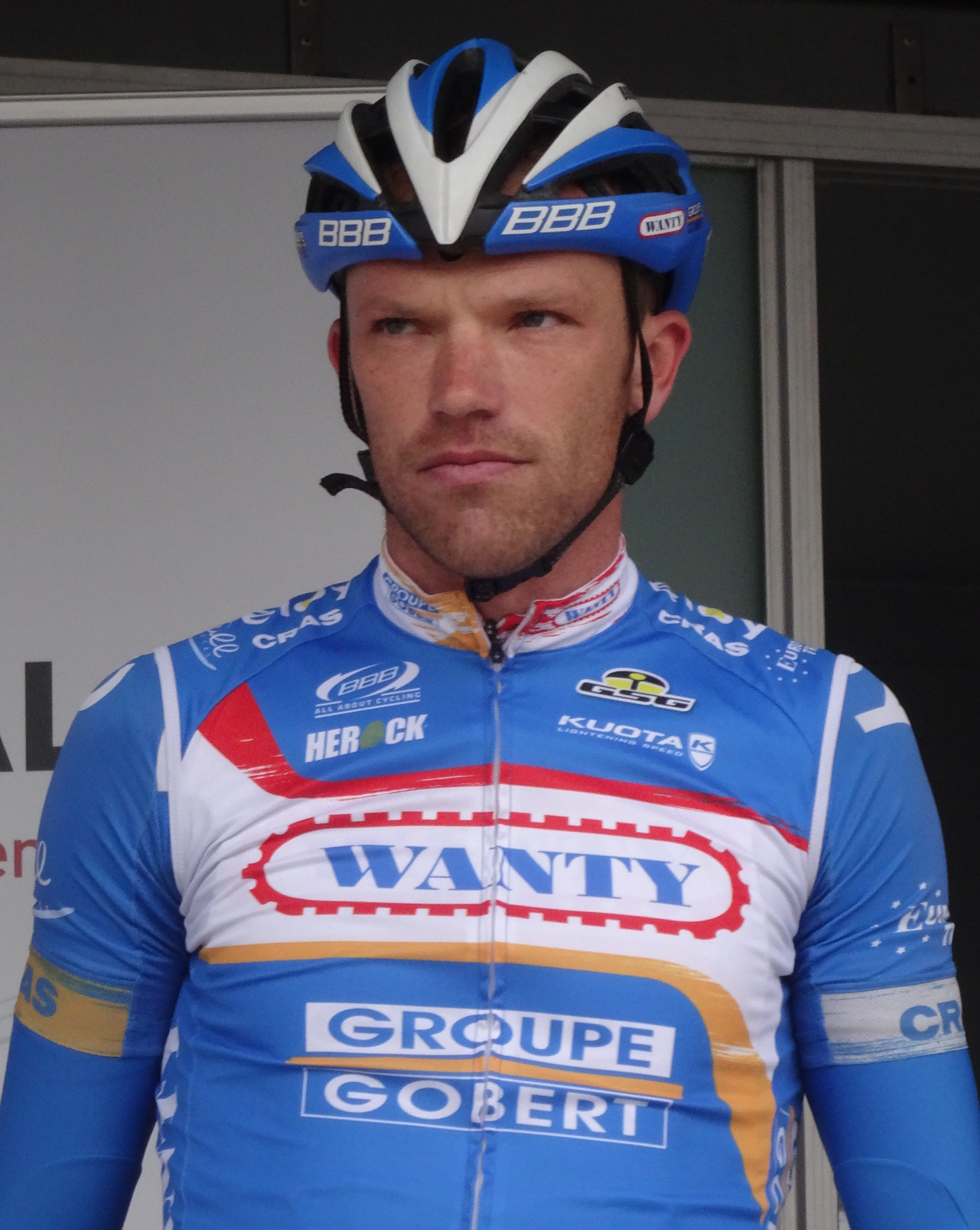
Frederik Veuchelen lors du Circuit du Houtland 2014.

Frederik Veuchelen devient cycliste professionnel dans l'équipe belge Vlaanderen-T-Interim, équipe de deuxième division soutenue par les autorités publiques flamandes afin que de jeunes coureurs de la région y fassent leurs débuts professionnels. Cette équipe prend le nom de Chocolade Jacques en 2005, obtenant en même temps le statut d'équipe continentale professionnelle. Cette année-là, Frederik Veuchelen est sixième du Tour de Grande-Bretagne. En 2006, il gagne sa première course professionnelle, À travers les Flandres. Il se classe troisième du Grand Prix Gerrie Knetemann en 2007 et deuxième du Grand Prix d'ouverture La Marseillaise, sixième de l'Étoile de Bessèges et huitième du Tour de Grande-Bretagne en 2008.
En 2009, Frederik Veuchelen est recruté par l'équipe continentale professionnelle néerlandaise Vacansoleil. En 2010, il est troisième du championnat de Belgique sur route, derrière Stijn Devolder et Philippe Gilbert.
En 2011, Vacansoleil acquiert le statut de ProTeam, ce qui lui permet de participer à toutes les courses du calendrier UCI World Tour. Frederik Veuchelen participe à son premier grand tour, le Tour d'Italie 2011, qu'il termine à la 106e place.
En 2012, il termine meilleur grimpeur de Paris-Nice.
Fin 2015 il prolonge d'un an son contrat avec l'équipe continentale professionnelle belge Wanty-Groupe Gobert. 
Il met un terme à sa carrière à l'issue de la saison 2017.

## Palmarès

### Palmarès amateur
- 2002
  - 2e de l'Arden Challenge
- 2003
  - 2e et 4e étapes du Triptyque ardennais
  - Mémorial Philippe Van Coningsloo
  - 2e étape de l'Arden Challenge
  - 4e étape du Tour du Brabant flamand
  - 2e du Tour du Limbourg amateurs
  - 2e du Tour de la province de Liège
  - 3e du Tour de la province de Namur

### Palmarès professionnel
- 2006
  - À travers les Flandres
- 2007
  - 3e du Grand Prix Gerrie Knetemann
- 2008
  - 2e du Grand Prix d'ouverture La Marseillaise
- 2010
  - 3e du championnat de Belgique sur route
  - 3e de la Ruddervoorde Koerse
- 2013
  - 2e du Tour du Finistère

## Résultats sur les grands tours

### Tour d'Italie
2 participations
- 2011 : 106e
- 2013 : 83e

### Classements mondiaux
| Année           | 2005 | 2006 | 2007 | 2008 | 2009 | 2010 | 2011 | 2012 | 2013 | 2014 |
| --------------- | ---- | ---- | ---- | ---- | ---- | ---- | ---- | ---- | ---- | ---- |
| UCI Europe Tour | 491e | 159e | 380e | 167e | 708e | 387e |      |      |      | 392e |